# Onthophagus collinsi
Onthophagus collinsi là một loài bọ cánh cứng trong họ Bọ hung (Scarabaeidae).